# Димитриос Дзимугеоргис
Димитриос Дзимугеоргис (на гръцки: Δημήτριος Τζιμογεώργης) е гръцки революционер, деец на гръцката въоръжена пропаганда в Македония от началото на XX век.

## Биография
Димитриос Дзимугеоргис е роден в Катерини, тогава в Османската империя. Присъединява се към гръцката пропаганда като агент от трети ред. Връзка между гръцкия комитет в Катерини и Солун и подпомага капитаните Николаос Рокас, Димитриос Анагностопулос, Емануил Кацигарис и Георгиос Франгакос в периода 1903-1909 година. Поддържа близки отношения с местната турска власт, която осигурява логистична помощ и информация за гръцката пропаганда в областта. Баща му е убит за наказание от влашки или български четници.